# 张兴钤
张兴钤（1921年11月15日—2022年7月29日），中国金属物理学家。

## 生平
张兴钤生于河北武邑。1942年毕业于武汉大学矿冶系。1949年获美国科士理工学院物理冶金硕士学位，1952年获麻省理工学院物理冶金博士学位。中国工程物理研究院教授、科技委顾问。1960年在中国工程物理研究院工作。1991年当选为中国科学院院士（学部委员）。
2022年7月29日于北京去世。